# Vaiquemké
O GRES Vaiquemké é uma escola de samba de Campinas, atualmente afastada dos desfiles, desde 2008.
Simbolizada pela coruja - dona da sabedoria - e com as cores vermelho e branco realizou seu primeiro desfile no ano seguinte, com uma homenagem ao prefeito de Campinas - Antonio da Costa Santos, assassinado em setembro de 2001.

## História
A escola nasceu durante a reunião de um grupo de amigos que sentiu a necessidade de ter uma escola na região do Jardim das Bandeiras. Assim, sentados numa mesa de bar, fundaram a "Vaiquemké" no dia 1º de outubro de 2001.
A Vaiquemké participou de cinco desfiles e, com o título de campeã do Grupo 1 (atualmente chamado de Grupo de acesso), fez em 2007 sua estréia no Grupo Especial. Porém, por não estar posicionada na hora correta na concentração do desfile, acabou desclassificada, desfilando posteriormente, na mesma noite porém sem ser avaliada. Após isso não mais desfilou.

## Enredos[2]
| 2007                        | desclassificada | Especial | Fazer o bem sem olhar a quem |  |
| Não desfilou de 2008 a 2010 |                 |          |                              |  |